# Плетеничі
Плете́ничі — село в Україні, у Львівському районі Львівської області. Населення становить 196 осіб. Орган місцевого самоврядування - Перемишлянська міська рада.

## Історія
Згадується  29 липня  1473 року в книгах галицького суду .В1552 році село перебувало у власності родини Сенявських.В1661р селом володів Юзеф Свізький . В 1711 році селом володіли Цетнер і Чебровська

## Відомі люди
- Плетенецький Єлисей — видатний український православний, церковний і культурний діяч.
- Кутний Василь , 1921 р.н - член СБ Львівського міського проводу ОУН[3]